# Galloway
O Mull of Galloway

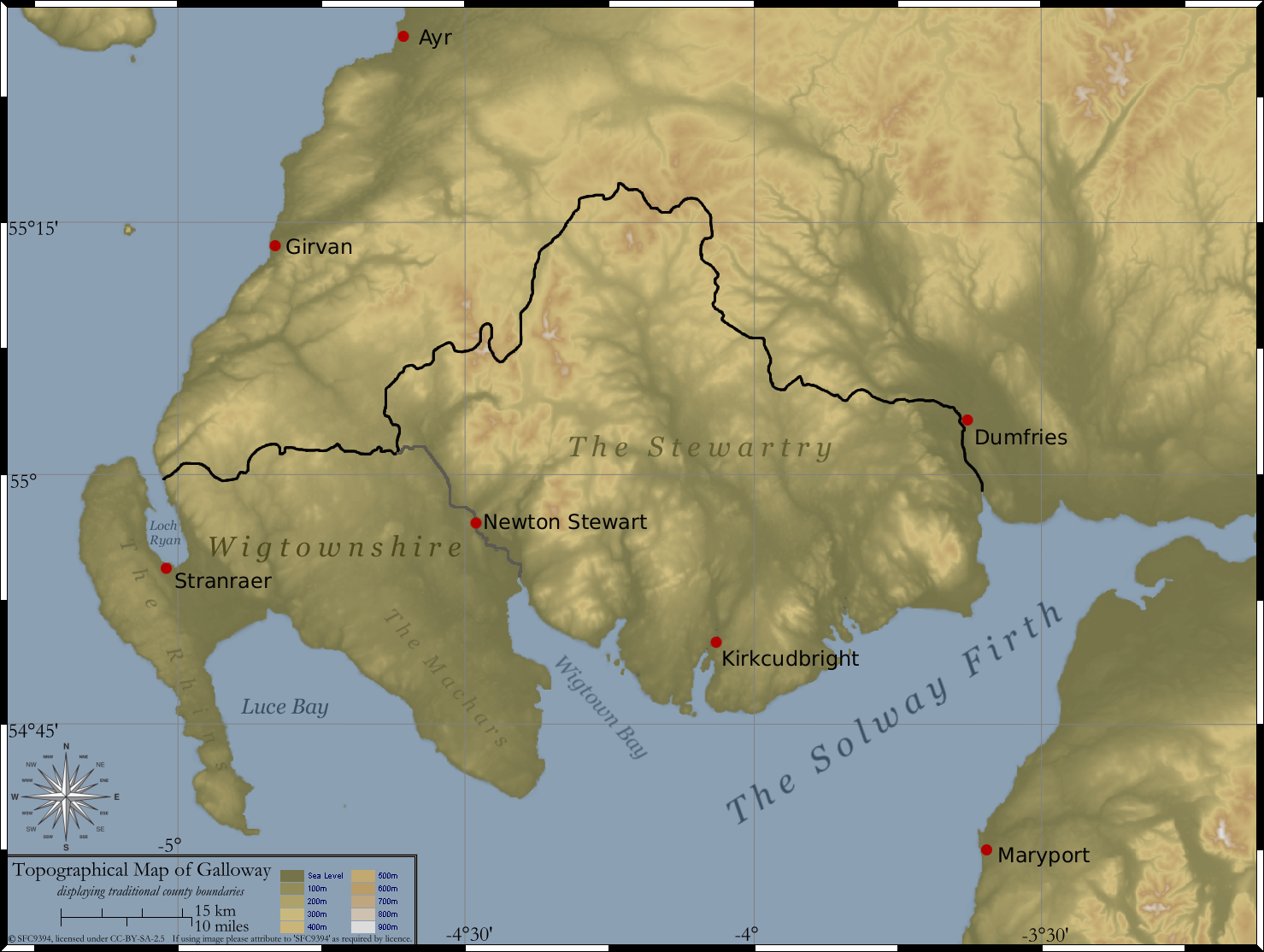
Mapa de Galloway e os seus dois condados.

Galloway (Gall-ghaidhealaibh ou Gallobha em escocês gaélico, Gallowa em escocês, Gallovidia em latim) refere-se aos antigos condados de Wigtownshire (delimitado pela costa a oeste, pelas colinas de Galloway a norte e o rio Cree a este) e de Kirkcudbright (que se estende desde o rio Nith ao rio Cree, e também é limitado pelas colinas Galloway a norte) no sudoeste da Escócia, mas cujo tamanho variou muito ao longo da História.
Faz parte da área do concelho de Dumfries e Galloway. A região de Galloway sempre esteve relativamente isolada devido aos seus 250 km de costa acidentada e às vastas colinas desabitadas do norte. O seu nome é também dado a uma raça robusta de bois pretos sem chifres que se originou na região.                